# لوكاس راموس
لوكاس راموس (بالبرتغالية: Lucas Ramos‏) هو لاعب كرة قدم برازيلي، ولد في 18 يناير 1995 في ساو باولو في البرازيل.